# Almire de Gréez
Pour les articles homonymes, voir Almer.
Almer de Gréez, aussi connu sous les noms de Almire (+ vers 560), solitaire et abbé dans les forêts du Maine, est un saint catholique, fêté le 11 septembre.

## Biographie
Il est l'un des disciples les plus illustres de saint Avit de Micy, troisième abbé de Saint-Mesmin, près d'Orléans. Né au pays des Arvernes, il suivit, dans un âge encore tendre, saint Avit et saint Calais quand ils quittèrent l'abbaye de Menat, pour venir habiter les cloîtres bâtis par saint Maximin de Micy en face d'Orléans.
Almire vécut quelques années dans le monastère de Micy, et quand Avit et Calais vinrent se cacher dans les forêts du Maine et du Perche, il les suivit encore. Il se choisit une cellule sur les bords de la rivière de la Braye, au bas d'une colline environnée de bois, au lieu où on voit aujourd'hui le village de Gréez-sur-Roc (Sarthe, arrondissement de Mamers, canton de Montmirail). Il y bâtit un oratoire en l'honneur de la sainte Vierge, et tout près il construisit pour lui-même une petite cellule. Il espérait y vivre seul, dans le commerce de Dieu et des anges, et dans l'oubli des hommes ; mais la Providence avait d'autres vues sur lui, et il s'y soumit. Sa cellule devint bientôt le refuge de fervents chrétiens, qui désiraient servir Dieu parfaitement sous sa conduite, en sorte que l'on vit en peu de temps plus de quarante moines réunis dans son
monastère.
Almire se consacrait, avant tout, au soin de ses religieux et de ses disciples ; il leur apprenait à vivre selon les règles des premiers Pères de la vie monastique, et ses exemples confirmaient toujours ses enseignements.
Pour donner plus d'autorité encore à ses paroles et à ses vertus, le ciel daigna quelquefois faire des miracles. Un jour qu'il était occupé au travail de la campagne avec les frères, survint une pluie assez abondante ; tous s'enfuirent aussitôt et allèrent se réfugier dans une cabane voisine. Almire resta seul pour achever sa tâche. Mais la pluie redoublait toujours, en sorte qu'à la fin la chaumière fut impuissante à préserver de l'inondation les moines qui étaient venus y chercher un abri. L'abbé n'en continuait pas moins son travail, et il resta jusqu'à ce que tout fut entièrement achevé. Il vint ensuite rejoindre les frères, et tous admirèrent comment la fidélité aux observances l'avait complètement protégé, jusque-là que pas une goutte ne l'avait atteint..
Le bienheureux abbé, voyant le temps de sa mort approcher, annonça à ses frères le jour et l'heure auxquels il quitterait la terre, et quand ce moment fut arrivé, il s'endormit doucement dans le Seigneur. C'était le troisième jour des ides de septembre (11 de ce mois), vers l'an 560.